# Knjiga Hana
Knjiga Hana ali Zgodovina Nekdanjega Hana (kitajsko 前漢書》, Čjan Han šu) je zgodovina Kitajske, dokončana leta 111 n. št., ki zajema Zahodno ali Nekdanjo dinastijo Han od prvega cesarja leta 206 pr. n. št. do padca cesarja Vang Manga leta 23 n. št.
Knjigo je napisal Ban Gu (32–92 n. š.), sodni uradnik Vzhodnega Hana, s pomočjo svoje sestre Ban Džao, in je nadaljevanje dela njunega očeta Ban Biaa. Delo se po obliki zgleduje po Sima Čjanovih Zapisih velikega zgodovinarja in se od njih razlikuje po tem, da obravnava zgodovino cele dinastije. Knjiga Hana je najboljši, za nekatera področja, kot je književnost, tudi edini vir podatkov. Drugo zgodovinsko delo, Knjiga Kasnejšega Hana, pokriva obdobje Vzhodnega Hana od leta 25 do 220. n. št. Knjigo je v 5. stoletju napisal Fan Je  (398–445 n. št.). 

## Vsebina
Knjiga Hana se je razvila iz nadaljevanja Zapisov velikega zgodovinarja Sime Čjana, ki ga je začel pisati Ban Gujev oče Ban Biao na začetku dinastije Vzhodni Han. Njegovo delo se običajno imenuje Poznejša izročila, kar nakazuje, da je bilo mišljeno kot nadaljevanje Zapisov velikega zgodovinarja. Drugi učenjaki tistega časa, vključno z Liu Šinom in Jang Šjongom, so prav tako delali na nadaljevanju Simove zgodovine. Po smrti Ban Biaa je bil njegov najstarejši sin Ban Gu nezadovoljen s tem, kar je napisal njegov oče, in začel pisati novo zgodovino, ki se je začela z začetkom dinastije Han. Ban Gu je s tem uvedel novo obliko dinastične zgodovine, imenovano džidžuanti, ki naj bi postala model kasnejših uradnih zgodovin. 
Za obdobja, ki so se prekrivala, je Ban Gu skoraj dobesedno prevzel besedilo Sima Čjana in ga v nekaterih primerih razširil. V besedilo je vključil nekaj tistega, kar je napisal njegov oče, čeprav je težko vedeti, koliko. Končno besedilo je obsegalo 100 zvezkov in je vključevalo eseje o pravu, znanosti, geografiji in književnosti. Ban Gujeva mlajša sestra Ban Džao je knjigo končala leta 111, 19 let po tem, ko je Ban Gu umrl v zaporu. Sama po sebi izjemna učenjakinja, za katero se domneva, da je napisala zvezke 13–20 (osem kronoloških tabel) in 26 (traktat o astronomiji), slednjega s pomočjo Ma Šuja. Tako kot pri Zapisih velikega zgodovinarja je bil Džang Čjan, ugledni kitajski general, ki je potoval na zahod, ključni vir kulturnih in družbeno-ekonomskih podatkov o zahodnih regijah, zapisanih v 96. zvezku. 
Besedilo na strani 21 vsebuje opis koledarskega sistema s trojno skladnostjo, ki ga je razvil Liu Šin. 
Ban Gujeva zgodovina je postavila standard za pisanje zgodovin poznejših kitajskih dinastij in je danes referenca za zgodovino dinastije Han. Knjiga Hana skupaj z Zapisi Velikega zgodovinarja, Zapisi treh kraljestev in Knjigo Kasnejšega Hana velja za eno od štirih zgodovin kanona Štiriindvajset zgodovin Kitajske.

### Letopisi
Letopisi (dži) obsegajo dvanajst zvezkov. Biografije cesarjev so pisane strogo po letih in vsebujejo tudi kronološki pregled večine pomembnih dogodkov, kot jih je videl cesarski dvor. 
| #   | Zvezek                               | Kitajski naslov | Poslovenjen naslov                              |
| --- | ------------------------------------ | --------------- | ----------------------------------------------- |
| 001 | Zvezek 1 (1. del), Zvezek 1 (2. del) | 高帝紀          | Letopisi cesarja Gaodzuja, 206–195 pr. n. št.   |
| 002 | Zvezek 2                             | 惠帝紀          | Letopisi cesarja Huija, 194–188 pr. n. št.      |
| 003 | Zvezek 3                             | 高后紀          | Letopisi cesarice Lu Dži (regentke 195–180 BCE) |
| 004 | Zvezek 4                             | 文帝紀          | Letopisi cesarja Vena, 179–157 pr. n. št.       |
| 005 | Zvezek 5                             | 景帝紀          | Letopisi cesarja Džinga, 156–141 pr. n. št.     |
| 006 | Zvezek 6                             | 武帝紀          | Letopisi cesarja Vuja, 140–87 pr. n. št.        |
| 007 | Volume 7                             | 昭帝紀          | Letopisi cesarja Džaoja, 86–74 pr. n. št.       |
| 008 | Zvezek 8                             | 宣帝紀          | Letopisi cesarja Šuana, 73–49 pr. n. št.        |
| 009 | Zvezek 9                             | 元帝紀          | Letopisi cesarja Juana, 48–33 pr. n. št.        |
| 010 | Zvezek 10                            | 成帝紀          | Letopisi cesarja Čenga, 32–7 pr. n. št.         |
| 011 | Zvezek 11                            | 哀帝紀          | Letopisi cesarja Aja, 6–1 pr. n. št.            |
| 012 | Zvezek 12                            | 平帝紀          | Letopisi cesarja Pinga, 1 pr. n. št. – 5 n. št. |

### Kronološke preglednice
Kronološke preglednice (biao) pomembnih oseb obsegajo osem zvezkov. 
| #   | Zvezek    | Kitajski naslov    | Poslovenjen naslov                                                                                   |
| --- | --------- | ------------------ | --- |
| 013 | Zvezek 13 | 異姓諸侯王表       | Preglednica plemstva, nepovezanega cesarskim klanom                                                  |
| 014 | Zvezek 14 | 諸侯王表           | Preglednica plemstva, povezanega cesarskim klanom                                                    |
| 015 | Zvezek 15 | 王子侯表           | Preglednica sinov plemičev                                                                           |
| 016 | Zvezek 16 | 高惠高后文功臣表   | Preglednica zaslužnih uradnikov med vladavino (cesarjev) Gaoja, Huija, Vena in cesarice Gao          |
| 017 | Zvezek 17 | 景武昭宣元成功臣表 | Preglednica zaslužnih uradnikov med vladavino (cesarjev) Džinga, Vuja, Džaoja, Šuana, Juana in Čenga |
| 018 | Zvezek 18 | 外戚恩澤侯表       | Preglednica plemičev iz družin cesarjevih soprog                                                     |
| 019 | Zvezek 19 | 百官公卿表         | Preglednica rangov plemičev in vladnih uradnikov                                                     |
| 020 | Zvezek 20 | 古今人表           | Ugledne osebe od nekdaj do danes                                                                     |

### Razprave
Razprave (dži, spomini) obsegajo deset zvezkov in razpravljajo o posameznih področjih delovanja države.
| #   | Zvezek                                                                                            | Kitajski naslov | Poslovenjen naslov                    |
| --- | ------------------------------------------------------------------------------------------------- | --------------- | ------------------------------------- |
| 021 | Zvezek 21                                                                                         | 律曆志          | Razprava o ritmu in koledarju         |
| 022 | Zvezek 22                                                                                         | 禮樂志          | Razprava o obredih in glasbi          |
| 023 | Zvezek 23                                                                                         | 刑法志          | Razprava o kaznovanju in pravu        |
| 024 | Zvezek 24 (1. del), Zvezek 24 (2. del)                                                            | 食貨志          | Razprava o živilih                    |
| 025 | Zvezek 25 (1. del), Zvezek 25 (2. del)                                                            | 郊祀志          | Razprava o žrtvovanjih                |
| 026 | Zvezek 26                                                                                         | 天文志          | Razprava o astronomiji                |
| 027 | Zvezek 27 (1. del), Zvezek 27 (2. del, Zvezek 27 (3. del), Zvezek 27 (4. del), Zvezek 27 (5. del) | 五行志          | Razprava o Vušingovih petih elementih |
| 028 | Zvezek 28 (1. del), Zvezek 28 (2. del)                                                            | 地理志          | Razprava o geografiji                 |
| 029 | Zvezek 29                                                                                         | 溝洫志          | Razprava o rekah in kanalih           |
| 030 | Zvezek 30                                                                                         | 藝文志          | Razprava o književnosti               |

## Biografije
Džuan (dobesedno zgledna izročila, običajno prevedena kot biografije) vsebujejo sedemdeset zvezkov z biografijami pomembnih oseb. Omejujejo se na opisovanje dogodkov, ki jasno kažejo na zglednost osebe. V enem glavnem članku sta obravnavani dve ali več oseb iz istega družbenega razreda. Zadnji članki opisujejo odnose med Kitajsko in različnimi ljudstvi na mejah in onstran meja, vključno s spornimi območji Ba v današnjem Junanu, Nanjueju v današnjem Guangdongu, Guangšiju, Vietnamu in Minjueju v današnjem Fudžijanu.
| #   | Zvezek                                                     | Kitajski naskov          | Poslovenjen naslov                                                                                              |
| --- | ---------------------------------------------------------- | ------------------------ | --- |
| 031 | Zvezek 31                                                  | 陳勝項籍傳               | Čen Šeng in Šjang Ju                                                                                            |
| 032 | Zvezek 32                                                  | 張耳陳餘傳               | Džang Er in Čen Ju                                                                                              |
| 033 | Zvezek 33                                                  | 魏豹田儋韓王信傳         | Vej Bao, Tjan Dan in kralj Han Šin                                                                              |
| 034 | Zvezek 34                                                  | 韓彭英盧吳傳             | Han, Peng, Jing, Lu in Vu, Peng Jue, Jing Bu, Lu Van in Vu Rui                                                  |
| 035 | Zvezek 35                                                  | 荊燕吳傳                 | Princi Džing, Jan in Vu                                                                                         |
| 036 | Zvezek 36                                                  | 楚元王傳                 | Juan, princ Čuja, Liu Šjang in Liu Šin                                                                          |
| 037 | Zvezek 37                                                  | 季布欒布田叔傳           | Dži Bu, Luan Bu in Tian Šu                                                                                      |
| 038 | Zvezek 38                                                  | 高五王傳                 | pet sinov cesarja Gaoja                                                                                         |
| 039 | Zvezek 39                                                  | 蕭何曹參傳               | Šjao He in Cao Šen                                                                                              |
| 040 | Zvezek 40                                                  | 張陳王周傳               | Džang Liang, Čen Ping, Vang Ling in Džov Bo                                                                     |
| 041 | Zvezek 41                                                  | 樊酈滕灌傅靳周傳         | Fan Kuaj, Li Šang, Teng, Guan, Fu Kuan, Džin Še in Džov Šue                                                     |
| 042 | Zvezek 42                                                  | 張周趙任申屠傳           | Džang Cang, Džov Čang, Džao Jao, Ren Ao in Šentu Džja                                                           |
| 043 | Zvezek 43                                                  | 酈陸朱劉叔孫傳           | Li Jidži, Lu Gu, Džu Džjan, Lou Džing in Šušun Tong                                                             |
| 044 | Zvezek 44                                                  | 淮南衡山濟北王傳         | kralji Huainana, Hengšana in Džibeja                                                                            |
| 045 | Zvezek 45                                                  | 蒯伍江息夫傳             | Kuaj Tong, Vu Bej, Džjang Čong in Šifu Gong                                                                     |
| 046 | Zvezek 46                                                  | 萬石衛直周張傳           | gospodje Vana, Veja, Džija, Džova in Džasnga                                                                    |
| 047 | Zvezek 47                                                  | 文三王傳                 | trije sinovi cesarja Vena                                                                                       |
| 048 | Zvezek 48                                                  | 賈誼傳                   | Džja Ji |
| 049 | Zvezek 49                                                  | 爰盎晁錯傳               | Džuan Ang in Čao Cuo                                                                                            |
| 050 | Zvezek 50                                                  | 張馮汲鄭傳               | Zhang Šidži, Feng Tang, Dži An in Dženg Dangši                                                                  |
| 051 | Zvezek 51                                                  | 賈鄒枚路傳               | Džja Šan, Dzuov Jang, Mei Čeng in Lu Venšu                                                                      |
| 052 | Zvezek 52                                                  | 竇田灌韓傳               | Dou Jing, Tian Fen, Guan Fu in Han Anguo                                                                        |
| 053 | Zvezek 53                                                  | 景十三王傳               | trinajst sinov cesarja Džinga                                                                                   |
| 054 | Zvezek 54                                                  | 李廣蘇建傳               | Li Guang in Du Džjan                                                                                            |
| 055 | Zvezek 55                                                  | 衛青霍去病傳             | Vej Čing in Huo Čubing                                                                                          |
| 056 | Zvezek 56                                                  | 董仲舒傳                 | Dong Džongšu |
| 057 | Zvezek 57 (1. del), Zvezek 57 (2. del)                     | 司馬相如傳               | Sima Šjangru |
| 058 | Zvezek 58                                                  | 公孫弘卜式兒寬傳         | Gongsun Hong, Bu Ši in Er Kuan                                                                                  |
| 059 | Zvezek 59                                                  | 張湯傳                   | Džang Tang |
| 060 | Zvezek 60                                                  | 杜周傳                   | Du Džov |
| 061 | Zvezek 61                                                  | 張騫李廣利傳             | Džang Čjan in Li Guangli                                                                                        |
| 062 | Zvezek 62                                                  | 司馬遷傳                 | Sima Čjan |
| 063 | Zvezek 63                                                  | 武五子傳                 | pet sinov cesarja Vuja                                                                                          |
| 064 | Zvezek 64 (1. del), Zvezek 64 (2. del)                     | 嚴朱吾丘主父徐嚴終王賈傳 | Jan Džu, Džu Majčen, Vučju Šouvang, Džufu Jan, Šu Jue, Jan An, Džong Džun, Vang Bao in Džja Džuandži (dva dela) |
| 065 | Zvezek 65                                                  | 東方朔傳                 | Dongfang Šuo |
| 066 | Zvezek 66                                                  | 公孫劉田王楊蔡陳鄭傳     | Gongsun He, Liu Čuli, Tjan Čjučjan, Vang Šin, Jang Čang, Caj Ji, Čen Vannjan in Dženg Hong                      |
| 067 | Zvezek 67                                                  | 楊胡朱梅云傳             | Jang Vangsun, Hu Džjan, Džu Jun, Mej Fu in Jun Čang                                                             |
| 068 | Zvezek 68                                                  | 霍光金日磾傳             | Huo Guang in Džin Midi                                                                                          |
| 069 | Zvezek 69                                                  | 趙充國辛慶忌傳           | Džao Čongguo in Šin Čingdži                                                                                     |
| 070 | Zvezek 70                                                  | 傅常鄭甘陳段傳           | Fu Džjezi, Čang Hui, Dženg Dži, Gan Jannian, Čen Tang in Duan Huidzong                                          |
| 071 | Zvezek 71                                                  | 雋疏于薛平彭傳           | Jun Buji, Šu Guang in Šu Šov, Ju Dingguo, Šue Guangde, Ping Dang in Peng Šuan                                   |
| 072 | Zvezek 72                                                  | 王貢兩龔鮑傳             | Vang Dži, Gong Ju, Gong Šeng, Gong Še in Bao Šuan                                                               |
| 073 | Zvezek 73                                                  | 韋賢傳                   | Vej Šjan |
| 074 | Zvezek 74                                                  | 魏相丙吉傳               | Vej Šjang in Bing Dži                                                                                           |
| 075 | Zvezek 75                                                  | 眭兩夏侯京翼李傳         | Sui Hong, Šjaohou Šičang, Šjaohou Šeng, Džing Fang, Dži Feng in Li Šun                                          |
| 076 | Zvezek 76                                                  | 趙尹韓張兩王傳           | Džao Guanghan, Džin Venggui, Han Janšov, Džang Čang, Vang Dzun in Vang Džang                                    |
| 077 | Zvezek 77                                                  | 蓋諸葛劉鄭孫毋將何傳     | Gaj Kuanrao, Džuge Feng, Liu Fu, Dženg Čong, Sun Bao, Vudžjeng Long in He Bing                                  |
| 078 | Zvezek 78                                                  | 蕭望之傳                 | Šjao Vangdži |
| 079 | Zvezek 79                                                  | 馮奉世傳                 | Feng Fengši |
| 080 | Zvezek 80                                                  | 宣元六王傳               | šest sinov cesarjev Šuana in Juana                                                                              |
| 081 | Zvezek 81                                                  | 匡張孔馬傳               | Kuang Heng, Džang Ju, Kong Guang in Ma Gong                                                                     |
| 082 | Zvezek 82                                                  | 王商史丹傅喜傳           | Vang Šang, Ši Dan in Fu Ši                                                                                      |
| 083 | Zvezek 83                                                  | 薛宣朱博傳               | Šue Šuan in Džu Bo                                                                                              |
| 084 | Zvezek 84                                                  | 翟方進傳                 | Džaj Fangdžin                                                                                                   |
| 085 | Zvezek 85                                                  | 谷永杜鄴傳               | Gu Jong in Du Je                                                                                                |
| 086 | Zvezek 86                                                  | 何武王嘉師丹傳           | He Vu, Vang Džja in Ši Dan                                                                                      |
| 087 | Zvezek 87 (1. del), Zvezek 87 (2. del)                     | 揚雄傳                   | Jang Šjong |
| 088 | Zvezek 88                                                  | 儒林傳                   | konfucijski učenjaki                                                                                            |
| 089 | Zvezek 89                                                  | 循吏傳                   | zgledni uradniki                                                                                                |
| 090 | Zvezek 90                                                  | 酷吏傳                   | kruti uradniki                                                                                                  |
| 091 | Zvezek 91                                                  | 貨殖傳                   | oderuhi |
| 092 | Zvezek 92                                                  | 游俠傳                   | jovšjaji |
| 093 | v93                                                        | 佞幸傳                   | laskalci |
| 094 | Zvezek 94 (1. del), Volume 94 (2. del)                     | 匈奴傳                   | običaji Šjongnujev                                                                                              |
| 095 | Zvezek 95                                                  | 西南夷兩粵朝鮮傳         | običaji Dongjijev jugovzhoda, Juežev, Džoseonov, Nanjuejav in države Jue                                        |
| 096 | Zvezek 96 (1. del), Zvezek 96 (2. del)                     | 西域傳                   | običaji zahodnih regij                                                                                          |
| 097 | Zvezek 97 (1. del), Zvezek 97 (2. del)                     | 外戚傳                   | cesarice in cesarsko sorodstvo                                                                                  |
| 098 | Zvezek 98                                                  | 元后傳                   | Vang Džengdžjun                                                                                                 |
| 099 | Zvezek 99 (1. del), Zvezek 99 (2. del), Zvezek 99 (3. del) | 王莽傳                   | Vang Mang |
| 100 | Zvezek 100 (2. del), Zvezek 100 (2. del)                   | 敘傳                     | zaključek in družinska zgodovina                                                                                |

## Omemba Japonske
Japonsko ljudstvo se prvič v pisani zgodovini nedvoumno pojavi ravno v Knjigi Hana v 28. zvezku v Razpravi o geografiji, kjer je zapisano: "Ljudstvo Vo se nahaja onstran oceana od poveljstva Lelang. Razdeljeno je v več kot sto plemen, ki pridejo od časa do časa ponudit darila." Kasneje je zapisano, da je leta 57 južno kraljestvo Va Na poslalo odposlanca po imenu Tajfu, da bi se poklonil cesarju Guangvuju in prejel zlat pečat. Pečat je bil v 18. stoletju odkrit na severnem Kjušuju. Po pisanju v Knjigi Veja se je najmočnejše kraljestvo na otočju v 3. stoletju imenovalo Jamatai in mu je vladala legendarna kraljica Himiko. 

### Komentarji
Komentarji Jan Šiguja (581–645) in Su Lina so vključeni v dvorno izdajo Knjige Hana. Vang Šjangčjanov Hanšu Budžu (1842–1918) vsebuje zapise številnih komentatorjev, vključno s samim Vangom. Hanšu Kuiguan Janga Šude je sodoben komentar. 

## Vir
- Wilkinson, Endymion (2012). »"Main Sources (2): Hanshu«. Chinese History: A New Manual. Cambridge, MA: Harvard University Asia Center. str. 711–713. ISBN 9780674067158.